# Dobro
El dobro,  guitarra ressofònica  o simplement  ressonador  és un instrument de corda de la família dels cordòfons similar en la seva aparença a una guitarra, i de gran arrelament en el Mig-Oest dels Estats Units.
En essència, el dobro és una guitarra acústica amb l'excepció que a la tapa anterior presenta un gran forat circular, cobert per un disc metàl·lic (anomenat ressonador) i que queda flotant sobre l'orifici gràcies al fet que està subjecte únicament pel pont. Això fa que la vibració de les cordes faci oscil·lar el ressonador amb el que s'aconsegueix un canvi del volum de la caixa de ressonància, produint un so únic i característic, a més d'un cert to metàl·lic que recorda a la steel guitar. Sota el ressonador hi ha una estructura de cons superposats que amplifica el so projectant-lo cap a fora a través dels orificis que hi ha practicats al ressonador. El so resultant sorprèn a causa del gran volum aconseguit amb un relativament petita grandària de la caixa de ressonància. La caixa pot ser metàl·lica o de fusta. Hi ha dobros per a ser tocats de manera tradicional, o bé horitzontalment, a manera de la guitarra hawaiana.
El dobro va ser inventat el 1925 per John Dopyera, que va fundar el 1929 una empresa juntament amb els seus germans per a la seva fabricació en sèrie anomenada Dopyera Brothers, i abreujada com Do.Bros. Aquesta marca comercial abreujada, que apareixia en el claviller dels instruments va acabar per donar nom a l'instrument.
Després de caure en desús durant dècades, el dobro va ser redescobert d'una manera bastant uniforme i sobtada a principis de la dècada de 1980.
El dobro s'utilitza amb gran difusió a la música blues i bluegrass, amb certa penetració en el country. A més, músics com Mark Knopfler s'han encarregat de la seva introducció en altres gèneres musicals com el rock.